# Гейб Нюъл
Гейб Логан Нюъл (на английски: Gabe Logan Newell) е американски бизнесмен, съосновател и управител на компанията Valve Corporation, милиардер.

## Работа
След напускането на Харвардския университет работи 13 години като служител на Microsoft Corporation с идеята да стане „милионер на Microsoft“. Описва себе си като „производител на първите 3 издания на Windows“. Вдъхновен от Майкъл Абраш, който напуска Microsoft, за да работи върху компютърната си игра Quake към id Software, Нюъл и Майк Харингтън напускат Microsoft, за да основат Valve през 1996. Той и Харингтън използват парите си, за да финансират, докато тече разработката на играта Half-Life.
По време на разработката на Half-Life 2, той отделя няколко месеца, фокусирайки се върху платформа за дигитално разпространение Steam .
През 2007 година Нюъл открито изразява недоволството си от разработването на софтуера си за конзоли и по-специално за PlayStation 3. По отношение на системата Нюъл е цитиран да твърди, че развиващите се процеси за конзолата като цяло са „загуба на време на всички“. Въпреки това на E3 през 2010 Нюъл се появи на сцената на Sony и обяви Portal 2 за конзолата PlayStation 3, отбелязвайки, че поддръжката на Steamworks би бил най-добрият избор за всяка конзола . Нюъл също разкритикува Xbox Live услугата, позовавайки се на нея като „катастрофа“ . Той също беше критичен към най-новата операционна система на Microsoft Windows 8, наричайки я „катастрофа“ и заплаха за обикновено отворения характер на компютърните игри .
През декември 2010 година Forbes нарече Нюъл „името, което трябва да знаете“ основно за работата му върху Steam и партньорствата си с няколко големи разработчици . През март 2012 година Forbes прогнозира нетната стойност на Нюъл като 1.5 млрд. долара, нареждайки се на 854-то място от 1226 световни милиардери .

## Личен живот
Гейб е сгоден за Лиса Нюъл и има 2-ма синове . Страда от ендотелна дистрофия на роговицата – вродено заболяване, което засяга роговицата, но е излекуван с 2 трансплантации през 2006 и 2007 г.
Неговите любими игри са Super Mario 64, Doom и Star Trek, които е играл на Burroughs компютър. Doom го убеждава, че видеоигрите са бъдещето за развлеченията, както и Super Mario 64 го убеждава, че видеоигрите са изкуство .